# David Seals
David Seals (29 abril 1947 - 12 febrer 2017), fou un novel·lista i editor amerindi de l'ètnia dels hurons. Fou periodista simpatitzant de l'AIM i productor de documentals. Visqué a Dakota del Sud i escrigué -entre altres llibres- Powwow Highway (1990), Sweet medicine (1992), Zero Babel (1999), Third eye theatre (1996) i Thunder nation (1996).
Els seus assajos han estat publicats a The Nation, LA Times, Newsday, i en tres antologies.